# شهرداری وینیکا (مقدونیه شمالی)
شهرداری وینیکا (به لاتین: Vinica Municipality) یک منطقهٔ مسکونی در مقدونیه شمالی است که در مقدونیه شمالی واقع شده‌است. شهرداری وینیکا ۴۳۲٫۶۷ کیلومتر مربع مساحت و ۱۹٬۹۳۸ نفر جمعیت دارد.